# 怪盗楚留香外伝 -花盗人-
怪盗楚留香（そりゅうこう）外伝 -花盗人（はなぬすびと）-（かいとうそりゅうこうがいでん はなぬすびと）は宝塚歌劇団のミュージカル作品。星組公演。
原作は古龍・作『楚留香新傳』（風雲時代出版社刊）。
併演作は『宝塚ジャポニズム〜序破急〜』（作・演出：植田紳爾）、『Etoile de TAKARAZUKA』（作・演出：藤井大介）。

## 公演日程
- 愛知公演 中日劇場　2013年3月8日 - 3月14日[1]
- 台湾公演 台北国家戯劇院　2013年4月6日 - 4月14日[2]

## キャスト
- 楚留香（そりゅうこう） - 柚希礼音[3][4]
- 左明珠（さめいしゅ） - 夢咲ねね[3][4]

- 花金弓（かきんきゅう）	- 万里柚美[3][4]
- 梁媽（りゃんま） - 毬乃ゆい[3][4]
- 薛衣人（せついじん） - 十輝いりす[3][4]
- 蘇蓉蓉（そようよう） -	音花ゆり[3][4]
- 左軽候（さけいこう） - 鶴美舞夕[3][4]
- 薛斌（せつひん） - 紅ゆずる[3][4]
- 神鷹（しんよう） - 壱城あずさ[3][4]
- 杜殺（とさつ）	- 海隼人[3][4]
- 葉盛蘭（ようせいらん）	- 汐月しゅう[3][4]
- 李紅袖（りこうしゅう）	- 音波みのり[3][4]
- 小珠（しょうじゅ） - 優香りこ[3][4]
- 張簡斎（ちょうかんさい） - 瀬稀ゆりと[3][4]
- 施茵（しいん）	- 夢妃杏瑠[3][4]
- 倚剣（いけん）	- 十碧れいや[3][4]
- 宋甜児（そうてんじ） - 早乙女わかば[3][4]
- 大牛（たいぎゅう） - 漣レイラ[3][4]
- 石繍雲（せきしゅううん） - 礼真琴[3][4]
- 白猫（しろねこ） - 紫藤りゅう[3][4]

## スタッフ
- 脚本・演出：小柳奈穂子[1][2]
- 制作・著作：宝塚歌劇団